# Фокальные контакты

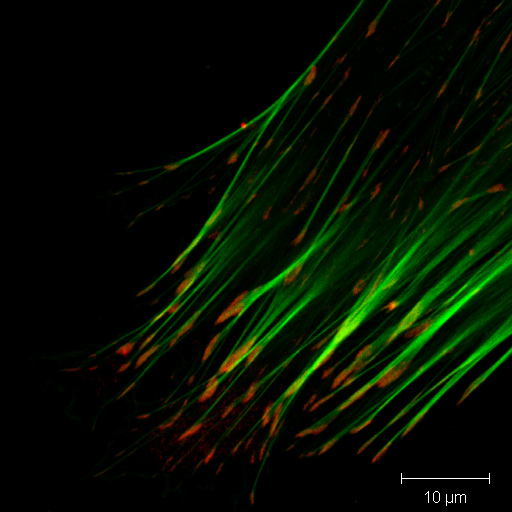
Микрофотография фибробластов, окрашенных по методу иммунофлуоресценции. Актин покрашен зелёным, а белок фокальных контактов винкулин — красным. Фокальные контакты видны как красные точки на конце длинных зелёных тяжей

Фока́льные конта́кты (англ. focal adhesions) — межклеточные контакты, которые представляют собой скопление интегриновых рецепторов на клеточной мембране, которые связывают клетку с внеклеточным матриксом; со стороны цитоплазмы они взаимодействуют с актиновым цитоскелетом. Фокальные контакты обеспечивают сильное прикрепление клеток к внеклеточному матриксу и участвуют в передаче механического напряжения на мембране клетки. Они задействованы во многих сигнальных путях клетки, в частности, активирующихся в ответ на механический стресс. 

## Структура и белковый состав
Фокальные контакты выявляются только в тех участках клеточной мембраны, которые приближаются к внеклеточному матриксу на расстояние менее 15 нм. Фокальный контакт имеет овальную форму и достигает 2—10 мкм в длину и 0,25—0,5 мкм в ширину. Фокальные контакты представляют собой динамичные многобелковые комплексы: в каждый момент времени какие-то белковые молекулы покидают фокальные контакты, а какие-то, напротив, к ним присоединяются. В фокальных контактах можно обнаружить до 100 различных белков, что указывает на разнообразные функции этих структур. Одним из важнейших белков фокальных контактов является белок винкулин. Интегрины, составляющие структурную основу фокальных контактов, представляют собой трансмембранные белки, взаимодействующие с внеклеточным матриксом вне клетки и актиновым цитоскелетом внутри клетки. Для активации интегринов и их связывания с внеклеточным матриксом необходим белок талин. В ходе дальнейших исследований были идентифицированы многие другие белки фокальных контактов; кроме того, удалось выделить отдельные слои фокальных контактов. Так, вблизи обращённой внутрь клетки стороны мембраны локализуется киназа фокальных контактов и паксиллин (сигнальный слой). Ближе к центру клетки залегает слой механотрансдукции, состоящий из белков винкулина и талина. Дальше всех от мембраны находится актин-регулирующий слой, включающий белки зиксин, VASP, α-актинин и актиновые филаменты. Талин пронизывает перечисленные слои насквозь: его N-конец находится у мембраны рядом с интегринами и взаимодействует с ними, а C-конец продолжается в актин-регулирующий слой и взаимодействует с актиновыми филаментами.

## Функции
Хотя важнейшей функцией фокальных контактов является связывание клеток с внеклеточным матриксом, они играют важную роль во многих сигнальных путях, во многом благодаря наличию в них киназы фокальных контактов (англ. focal adhesion kinase, FAK). Было также показано, что кластеризация интегринов в фокальных контактов и их взаимодействие с внеклеточным матриксом запускает фосфорилирование остатков тирозина во многих белках фокальных контактов. Кроме FAK, в фокальных контактах были обнаружены протеинкиназы семейства Src. Благодаря участию в передаче сигнала фокальные контакты влияют на рост, выживание и миграцию клеток. Некоторые сигнальные белки регулируют сборку и разборку самих фокальных контактов. Например, RhoA активирует миозин, который запускает сборку фокальных контактов и стресс-фибрилл. Подавление механических сил, связанных с миозином, приводит к медленной разборке фокальных контактов. Кроме того, важную роль в сборке новых фокальных контактов играет ретроградный транспорт мономеров актина. 
Фокальные контакты участвуют в передаче сигналов механического стресса. Механическое напряжение клеточной мембраны, передающееся на интегрины, приводит к активации RhoA, который запускает сборку новых фокальных контактов, которые увеличивают прочность мембраны. Таким образом, здесь имеет место петля положительной обратной связи. Изменение прочности клеточной мембраны усиливает связи между взаимодействующими белками, а также приводит к открытию на многих белках ранее скрытых сайтов взаимодействия. Например, RhoA запускает сборку фибронектиновой сети за счёт высвобождения в нём сайта связывания с другими молекулами фибронектина. Под действием RhoA талин открывает многие сайты связывания с винкулином, и взаимодействие между этими белками способствует образованию новых фокальных контактов. Важную роль в механотрансдукции, опосредованной фокальными контактами, играет актиновый цитоскелет. Продемонстрировано, что снижение сократимости актомиозиновых тяжей, располагающихся вблизи мембраны, с помощью вещества блеббистатина, приводит к снижению натяжения молекулы талина и размеров фокальных контактов. 